# Unreal Championship
Unreal Championship jest konwersją gry Unreal Tournament 2003 na konsolę Xbox. Na potrzeby konsoli odpowiednio zmodyfikowano silnik Unreal Engine 2.0. Do gry została wydana kontynuacja Unreal Championship 2: Liandri Conflict.

## Tryby rozgrywki
- Deathmatch
- Team deathmatch
- Capture the flag
- Double Domination
- Survival
- Bombing Run